# 고든 마이클 울벳
고든 마이클 울벳(Gordon Michael Woolvett, 1970년 6월 12일 ~ )은 캐나다의 배우, 각본가, 영화 감독이다.
해밀턴에서 태어났다.

## 출연 작품
- 만사가 귀찮아 (2006년)
- 섀터드 시티: 핼러팩스 폭발 (2003년)
- 데이트 소동 (1998년)
- 샤도우 빌더 (1998년)
- 달과의 약속 (1997년)
- 미스티리어스 아일랜드 (1995년)
- Rude (1995)
- 보더타운 카페 (1993년)
- 더 저니 홈 (1989년)
- 욕망의 거리 (1986년)

### 텔레비전
- 안드로메다 (2000-05) - 하퍼 역